# Косогорское сельское поселение
Косогорское се́льское поселе́ние — муниципальное образование в Большеберезниковском районе Мордовии Российской Федерации.
Административный центр — село Косогоры.

## История
Статус и границы сельского поселения установлены Законом Республики Мордовия от 1 декабря 2004 года № 95-З «Об установлении границ муниципальных образований Большеберезниковского муниципального района, Большеберезниковского муниципального района и наделении их статусом сельского поселения и муниципального района».

## Население
| 2002 | 2010 | 2012 | 2013 | 2014 | 2015 | 2016 |
| ---- | ---- | ---- | ---- | ---- | ---- | ---- |
| 536  | ↘395 | ↘388 | ↘382 | ↗389 | ↘377 | ↘376 |
| 2017 | 2018 | 2019 | 2020 | 2021 |      |      |
| ↘365 | ↗368 | ↘364 | ↘350 | ↘347 |      |      |

## Состав сельского поселения
| № | Населённый пункт | Тип населённого пункта       | Население |
| - | ---------------- | ---------------------------- | --------- |
| 1 | Косогоры         | село, административный центр | ↘384      |
| 2 | Софьино          | деревня                      | ↘11       |